# Колумбія (федеральний округ)
О́круг Колу́мбія — федеральна адміністративна одиниця, яка містить столицю Сполучених Штатів Америки місто Вашингтон.
Була створена разом із містом для того, щоб столиця США не підпорядковувалась жодному штату.

## Історія
Оскільки Конституція США передбачає федеральний столичний округ, була також виділена місцевість площею 260 км² (квадрат зі сторонами в 10 миль), яку назвали округом Колумбія відповідно до поетичного символу Америки, названого на честь  Христофора Колумба.
У 1801 році був офіційно утворений федеральний округ Колумбія, у який увійшли міста Вашингтон, Джорджтаун (Вашингтон), Александрія, а також графства Вашингтон і Олександрія. У 1846 році місто і графство Александрія повернулися в штат Вірджинія, а в 1873 році округ Колумбія, Джорджтаун, Вашингтон і графство Вашингтон адміністративно злилися в єдиний муніципалітет — округ Колумбія, що підпорядковується Конгресу. Посада мера округу Колумбія була знову введена в 1973 році.